# Bayabusua clarkei
Bayabusua — рід квіткових рослин родини гарбузових.
Його рідним ареалом є Малайський півострів.
Види:
- Bayabusua clarkei (King) W.J.de Wilde